# Hiroki Higuchi
Hiroki Higuchi (japanisch 樋口 寛規 Higuchi Hiroki; * 16. April 1992 in Takarazuka) ist ein japanischer Fußballspieler.

## Karriere
Higuchi erlernte das Fußballspielen in der Schulmannschaft der Takigawa Daini High School. Seinen ersten Vertrag unterschrieb er 2011 bei Shimizu S-Pulse. Der Verein spielte in der höchsten Liga des Landes, der J1 League. Im März 2012 wurde er an den Zweitligisten FC Gifu ausgeliehen. Für den Verein absolvierte er 34 Ligaspiele. 2013 kehrte er zu Shimizu S-Pulse zurück. Im April 2013 wurde er wieder an den Zweitligisten FC Gifu ausgeliehen. Für Gifu absolvierte er 33 Ligaspiele. 2014 kehrte er zu Shimizu S-Pulse zurück. Im Juli 2014 wurde er an den Zweitligisten Shonan Bellmare ausgeliehen. Für den Verein absolvierte er 11 Ligaspiele. 2015 wechselte er zum Drittligisten SC Sagamihara. Für den Verein absolvierte er 31 Ligaspiele. 2016 wechselte er zum Ligakonkurrenten Fukushima United FC.

## Erfolge
Shimizu S-Pulse
- Japanischer Ligapokalfinalist: 2012